# Fort Thüngen

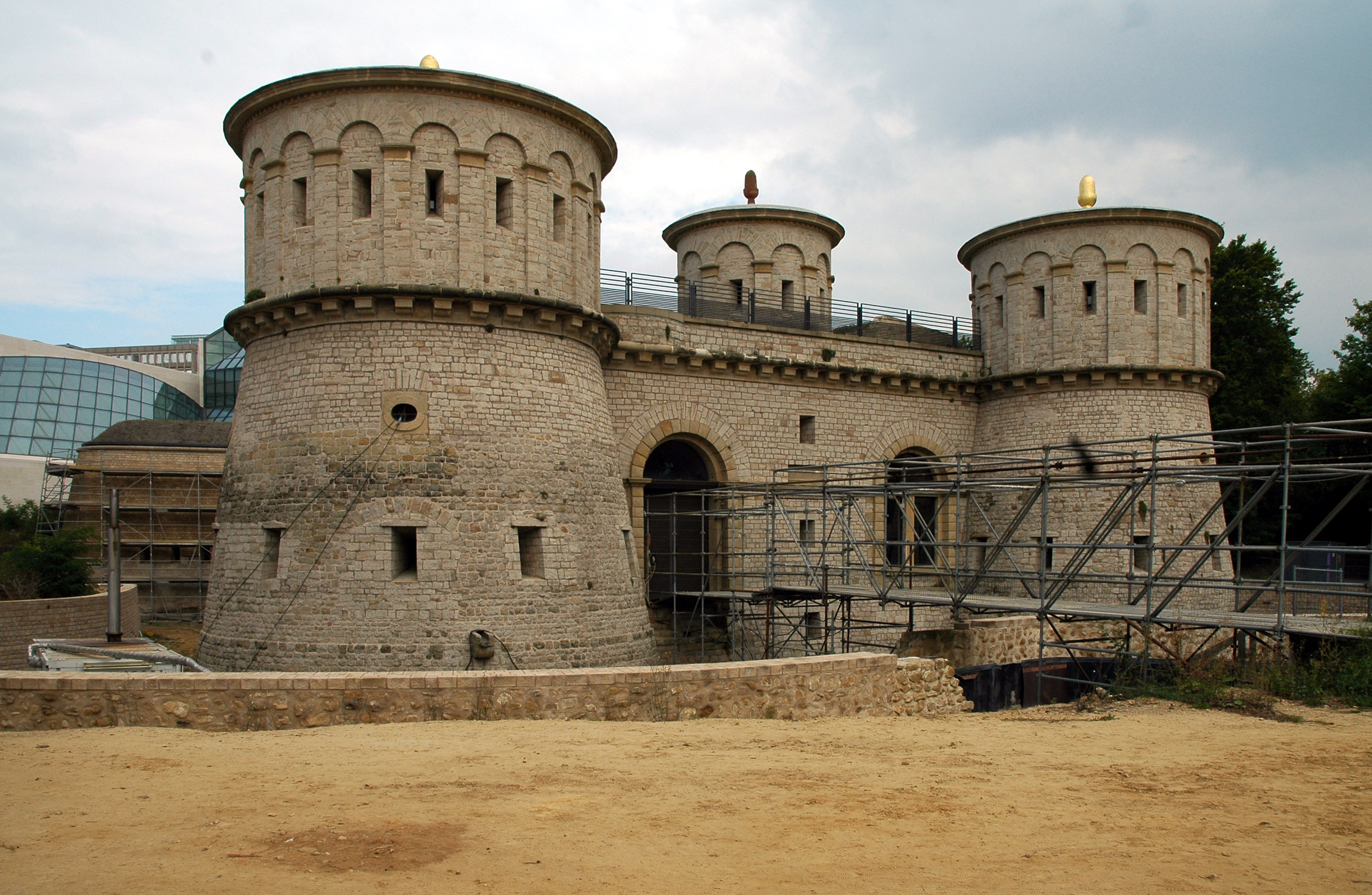
Fort Thüngen (Drei Eicheln)

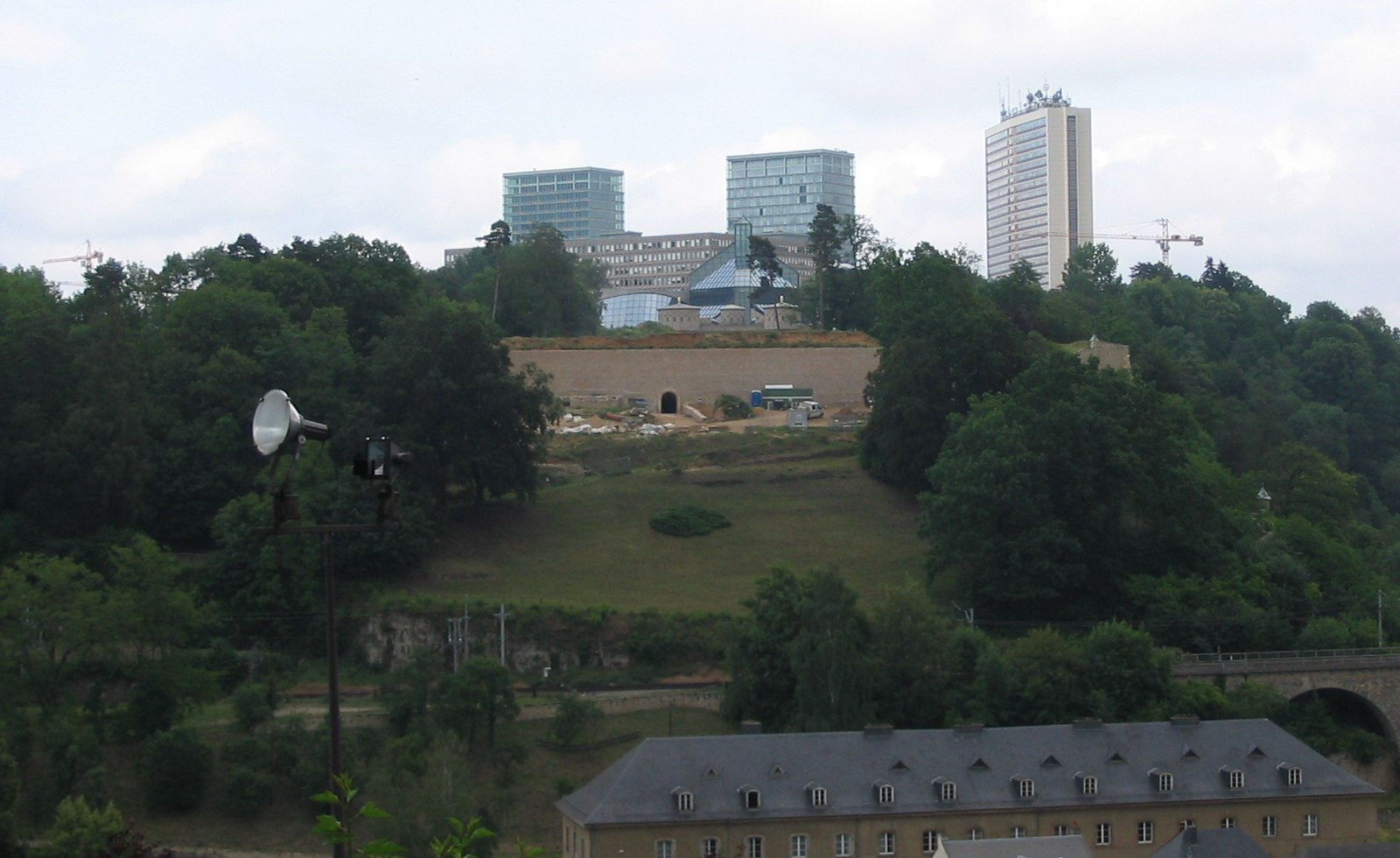
Blick auf Fort Thüngen während der Rekonstruktionsarbeiten (2004)

Das Fort Thüngen,  auf Luxemburgisch Dräi Eechelen (dt. Drei Eicheln, frz. Trois Glands) genannt, ist ein Teil der historischen Festungsanlagen der Stadt Luxemburg.
Das Fort ist benannt nach dem österreichischen Festungskommandanten Freiherr Adam Sigmund von Thüngen und wurde 1732 um das ungefähr 50 Jahre zuvor von Vauban angelegte Verteidigungswerk "Redoute du Parc" herum angelegt. Es war von einem tiefen Graben umgeben und konnte vom Fort Obergrünewald aus durch einen 169 m langen unterirdischen Felsengraben erreicht werden. 1836 wurde das Fort von den Preußen erweitert und 1860 nochmals verstärkt. In den Jahren 1870 bis 1874 wurde es dann abgerissen. Einzig die drei runden Türme, deren Dachspitzen überdimensionale Darstellungen von Eicheln zieren (daher der Name), und die 1991 wieder freigelegten Grundmauern des Forts blieben erhalten.
In den 1990er Jahren wurden die Außenmauern des Forts komplett rekonstruiert. Die Pläne von Ieoh Ming Pei für das Musée d’Art Moderne Grand-Duc Jean (Museum für Moderne Kunst) sahen eine Integration des Forts in das Museumsgebäude vor. Dies hat die Bürgerinitiative Fanger wech vun den Dräi Eechelen erfolgreich verhindert.
Die Eröffnung des Festungsmuseum Luxemburg zog sich über Jahre. Das nicht ganz unumstrittene Projekt ist aufgrund von Planungsfehlern in der Finanzierung lange nicht fertig geworden. Die Eröffnung fand schließlich im Juli 2012 statt.
Das Fort Thüngen liegt am Hang des Kirchbergs im Parc Dräi Eechelen. Von hier aus gibt es einen ungewöhnlichen Ausblick auf die Hauptstadt des Großherzogtums, vor allem in die tief im Tal der Alzette liegenden Stadtteile Pfaffenthal und Clausen, sowie auf die gegenüberliegende Corniche.